# Дермо, Жермен

Афиша фильма «Улыбающаяся мадам Бёде» c Жермен Дермо в главной роли

Жермен Дермо (фр. Germaine Dermoz; род. 30 июля 1888, Париж — 5 ноября 1966, Париж) — французская актриса

 театра и кино.

## Биография
Родилась в семье парижского производителя лимонадов, и при рождении получила имя Жармен Делуэрмоз. Сестра французского художника-анималиста Анри Делюэрмоза и актрисы Жанны Дельвайр, её племянницей была Аннабелла.
На талант девушки обратила внимание актриса Режан, с которой она работала в течение трёх лет. Затем была приглашена в труппу Фирмена Жемье. До начала Первой мировой войны гастролировала не только по Франции, но и за границей, в том числе по Южной Америке (Аргентина) и Российской империи. В Российской империи играла перед царём Николаем II в Санкт-Петербурге, где её застала Октябрьская революция 1917 года.
Выступала на сценах Парижского театра (Théâtre de Paris), Театра Антуана — Симона-Беррио (Théâtre Antoine-Simone-Berriau), парижского Театра водевиля (Théâtre du Vaudeville), Театра варьете (Théâtre des Variétés), Театра Елисейских полей, парижского Театра «Ренессанс» (Théâtre de la Renaissance), Театра Фемина (фр.) и других.
С 1908 года снималась в кино. Звезда немого кино Франции. За свою карьеру с 1908 по 1963 год снялась в 67 кинофильмах.

## Избранная фильмография
- 1908 — Бетховен
- 1910 — Охотники за мехами
- 1911 — Оливер Кромвель
- 1922 — Улыбающаяся мадам Бёде — мадам Бёде
- 1931 — Бал — мадам Кампф
- 1932 — Разносчица хлеба
- 1934 — Московские ночи — Коврина, мать Наташи
- 1938 — Герой Марны — Сюзанна Лефрансуа
- 1938 — Елисейские Поля — Мария Медичи
- 1943 — Господин де Лурден — мадам де Лурден
- 1947 — Месье Венсан —  королева Анна Австрийская
- 1950 — Избранник мадам Юссон — мадам Юссон
- 1955 — Если бы нам рассказали о Париже — Екатерина Медичи
- 1955 — Сын Каролины Шери — графиня Аранда
- 1956 — Вдоль тротуаров
- 1963 — Благородный Станислас, секретный агент — мать Станисласа (нет в титрах)